# 小針幸也
小針 幸也（こばり こうや、1999年5月18日 - ）は、日本のバスケットボール選手。神奈川県出身。ポジションはポイントガード。
B.LEAGUE・琉球ゴールデンキングスに所属している。

## 来歴
桐光学園高校ではインターハイに出場。
進学した神奈川大学のバスケットボール部では下級生の時から司令塔として活躍、4年生ではキャプテンを務めた。
卒業後は東北リーグ所属の実業団チームJR東日本秋田ペッカーズに入団。
2022-23シーズン途中の2023年2月、長崎ヴェルカへの入団が発表された。
Bリーグ初出場は2023年2月4日の長崎対A千葉戦で、第1Q途中の出場直後に選手との接触負傷があり短時間であった。また初得点は2月11日の長崎対福岡戦で、第1Qにドライブからレイアップを決め、バスケットカウントを獲得。フリースローも沈めて3ポイント獲得した。
2023-24シーズンは中盤以降プレータイム、スタッツ共に伸び、終盤はスタメンに定着。特に最終8試合では平均10.25得点と活躍した。2024-25シーズンは川崎ブレイブサンダースへ1シーズン期限付移籍した。
2025-26シーズンからは琉球ゴールデンキングスへ移籍。

## 人物
- 小さい頃よく鼻血を出していた[要出典]
- 実家は“バーバー小針”という理容店を営んでいる[4]。
- 長崎ヴェルカでの背番号2は、大学時代より背番号3を付けていたがチーム内で山本エドワード選手がすでに付けていたので2にしたと答えている[12]。

## 個人成績

### レギュラーシーズン
| シーズン   | チーム | GP | GS | MPG   | FG%  | 3P%  | FT%  | RPG | APG | SPG | BPG | TO  | PPG |
| ---------- | ------ | -- | -- | ----- | ---- | ---- | ---- | --- | --- | --- | --- | --- | --- |
| B2 2022-23 | 長崎   | 18 | 3  | 10:40 | .361 | .286 | .722 | 0.7 | 1.1 | 0.1 | 0   | 0.8 | 4.2 |
| B1 2023-24 | 長崎   | 53 | 17 | 14:22 | .395 | .287 | .880 | 0.8 | 1.5 | 0.2 | 0   | 1   | 4.7 |
| B1 2024-25 | 川崎   | 46 | 3  | 11:29 | .434 | .368 | .727 | 0.7 | 1.5 | 0.3 | 0.0 | 0.8 | 3.9 |

### ポストシーズン
| シーズン      | チーム | GP | GS | MPG   | FG%  | 3P%  | FT%  | RPG | APG | SPG | BPG | TO  | PPG |
| ------------- | ------ | -- | -- | ----- | ---- | ---- | ---- | --- | --- | --- | --- | --- | --- |
| B2 2022-23 PO | 長崎   | 7  | 0  | 10:51 | .290 | .167 | 1.00 | 1.4 | 0.9 | 0.3 | 0   | 0.6 | 3.1 |